# Гней Сергій Фіденат Коксон
Гней Се́ргій Фідена́т Коксо́н (лат. Gnaeus Sergius Fidenas Coxo; V—IV століття до н. е.) — політичний, державний і військовий діяч Римської республіки, військовий трибун з консульською владою 387, 385 і 380 років до н. е.

## Біографічні відомості
Походив з патриціанського роду Сергіїв. Про молоді роки, батьків відомостей не збереглося.

### Перша трибунська каденція
387 року до н. е. його було вперше обрано військовим трибуном з консульською владою разом з Луцієм Папірієм Курсором, Луцієм Валерієм Публіколою, Луцієм Емілієм Мамерціном і Ліцінієм Мененієм Ланатом. Упродовж цієї каденції було створено 4 нові триби: Стеллатіна, Троментіна, Сабатіна і Арнієнса, довівши таким чином їхню чисельність до 25. Народні трибуни знову пропонували виділення Понтійських земель для вольськів.

### Друга трибунська каденція
385 року до н. е. його вдруге було обрано військовим трибуном з консульською владою разом з Авлом Манлієм Капітоліном, Публієм Корнелієм, Луцієм Папірієм Курсором, Тітом Квінкцієм Цинціннатом Капітоліном і Луцієм Квінкцієм Цинціннатом. Вони з перемінним успіхом воювали проти вольсків, герніків та латинян.

### Третя трибунська каденція
У 380 році до н. е. його втретє було обрано військовим трибуном з консульською владою разом із Луцієм Валерієм Публіколою, Сервієм Корнелієм Малугіненом, Ліцінієм Мененієм Ланатом і Публієм Валерієм Потітом Публіколою.
Тоді відбулися суперечки між патриціями і плебеями з питання про те, чи можна саджати римських громадян у боргову кабалу. Цим вирішили скористатися жителі міста Пренесте, які прийшли з війною до Риму. Щоб уникнути зовнішньої небезпеки й обмежити владу трибунів, сенат обрав диктатором  Тіта Квінкція Цинцінната Капітоліна, який зрештою й привів римлян до перемоги проти Пренесте.
Про подальшу долю Гнея Сергія відомостей немає. 